# Стефанелли, Бенито
Бенито Стефанелли (2 сентября 1928 — 18 декабря 1999) — итальянский киноактер и каскадёр, на счету которого более 60 появлений на экране в период между 1955 и 1991 годами.
Стефанелли наиболее известен своим сотрудничеством с Серджо Леоне. В частности, изображая бандитов, он снялся во всех трёх фильмах «долларовой трилогии» (За пригоршню долларов (1964), На несколько долларов больше (1965), Хороший, плохой, злой (1966)), а также в фильме Однажды на Диком Западе.
Стефанелли был занят в бесчисленном множестве вестернов, одновременно работая постановщиком трюков (особенно в 1960-е и в начале 1970-х годов) в фильмах, где сам же снимался, в том числе у Серджо Леоне. Свободно владел английским языком и, как сообщается, помогал Клинту Иствуду на съёмках картины За пригоршню долларов в качестве переводчика.

## Избранная фильмография
- Мститель (1962)
- Замок крови (1964)
- За пригоршню долларов (1964)
- На несколько долларов больше (1965)
- Кровь за Серебряный доллар (1965)
- Хороший, плохой, злой (1966)
- Разыскивается (1967)
- День ярости (1967)
- Однажды на Диком Западе (1968)
- Меня всё ещё зовут Троица (1971)
- Повод жить, повод умереть (1972)
- Меня Зовут Никто (1973)
- Белый Клык на помощь (1974)
- Гений, два партнера и простофиля (1975)
- The Pumaman (1980)
- Зелёная Кобра (1987)